# KV60
Ngôi mộ KV60 ở Thung lũng của các vị Vua của Ai Cập là một trong những lăng mộ rắc rối nhất ở Thebes, Necropolis. Do không chắc chắn rằng nó là nơi chứa một xác ướp phụ nữ được tìm thấy (KV60A), theo suy đoán của một số người, như ý kiến của Nhà Ai Cập học Elizabeth Thomas thì nó là ngôi mộ của Vương triều 18, nhà Pharaon Hatshepsut. Xác ướp này đã được khai quật bởi Nhà Ai Cập học Zahi Hawass.

## Lịch sử

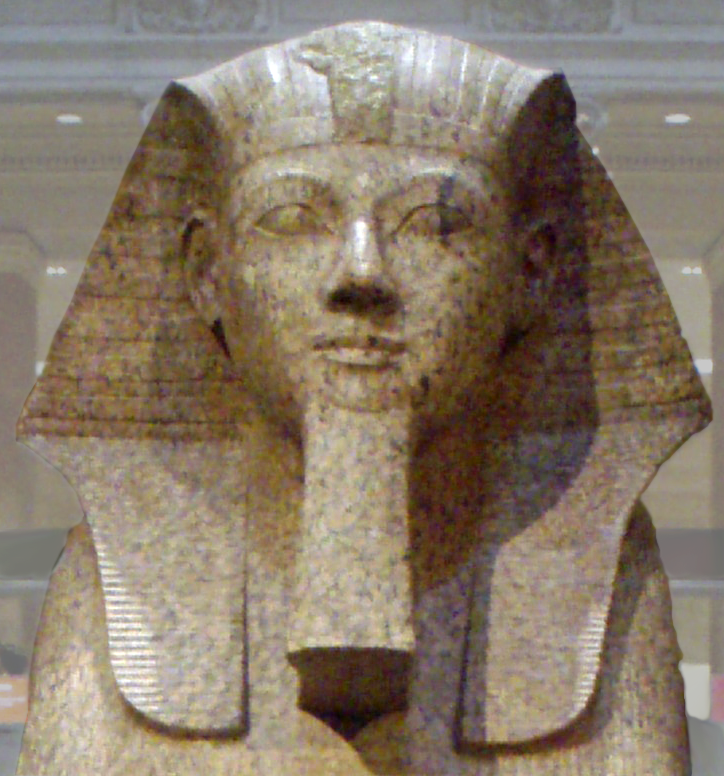
Một mặt nạ Sphinx bằng granit lớn mang chân dung của nữ Pharaon Hatshepsut, những người khai quật trong tháng 6 năm 2007 đã được tuyên bố rằng nó là một trong những vật được tìm thấy tại KV60 (Hiện đang được trưng bày tại Metropolitan Museum of Art)

Khi những ngôi mộ đã được phát hiện bởi Howard Carter vào năm 1903, khi nó được tìm thấy thì đã bị được lục soát và báng bổ từ thời cổ đại, nhưng vẫn còn chứa hai xác ướp cùng với một số vật bị hư hại nghiêm trọng; Carter dường như đã phải đã làm một chút công việc trong ngôi mộ.
Năm 1906 Edward R. West mở cửa nó trở lại, và lấy ra một xác ướp từ KV60B, mang theo các quan tài ở đó đến Viện bảo tàng Ai Cập. Quan tài đã được ghi tên và chức vụ hoàng gia của người đó. Nhân vật này đã được xác định là Sitre In, còn được gọi là Vú nuôi hoàng gia của Hatshepsut.

## Tham khảo

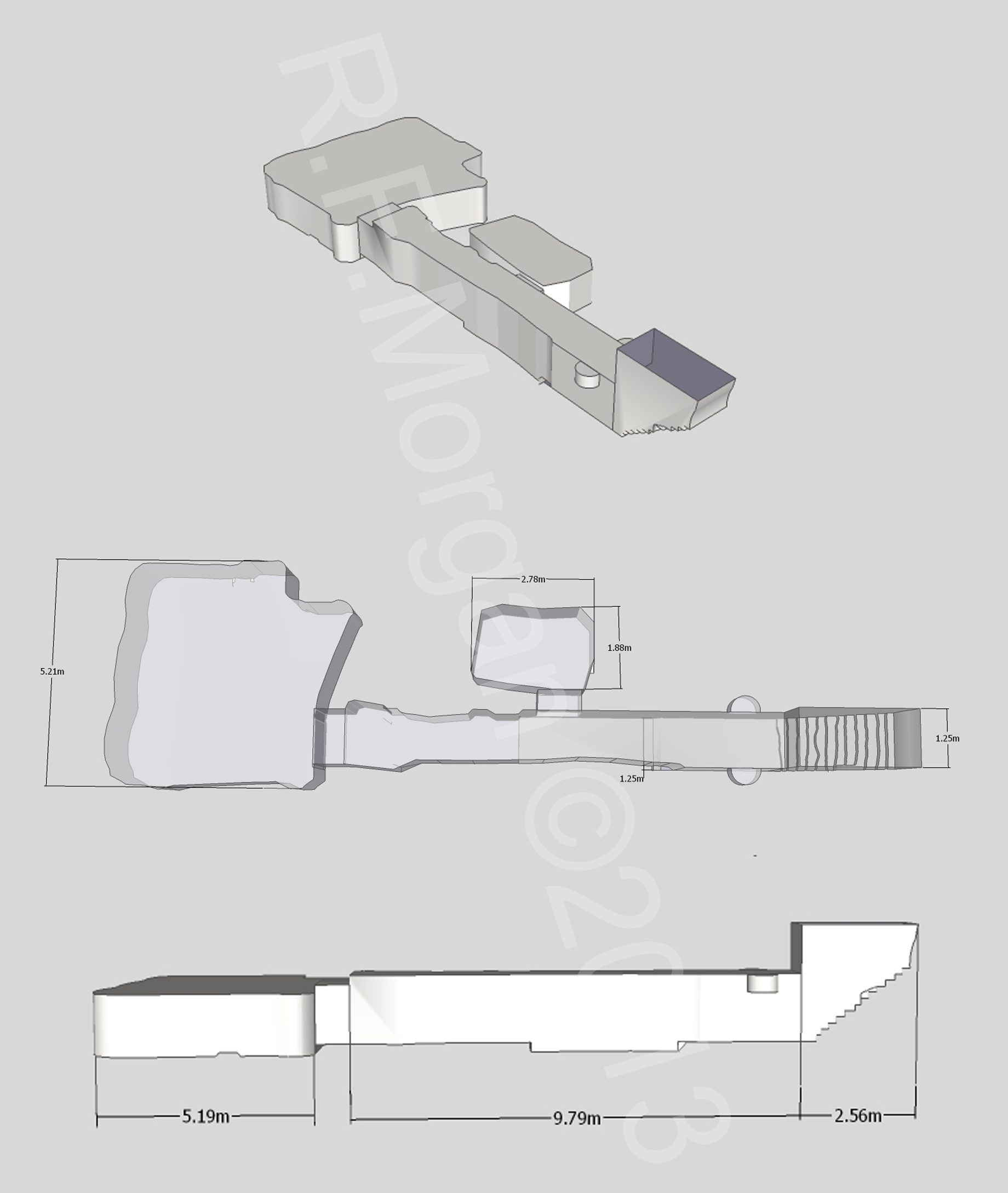
Một cấu trúc và độ cao của hầm mộ, hình ảnh của KV60 lấy từ một mô hình 3D

## Bản đồ vị trí các ngôi mộ
|  | Chủ đề Ai Cập cổ đại |